# Лерхе (дворянский род)
Лерхе — дворянский род.

## Представители российского дворянства
Российская ветвь рода имеет начало от родившихся в Траутенштайне (Оберхарц-ам-Броккен) Густава и Вильгельма Лерхе. В 1836 году были пожалованы дипломом на потомственное дворянское достоинство.
- Доктор прав Густав (Васильевич) Лерхе (1789—1867)[3], в службу вступил в 1811 году; 20 августа 1832 года был произведён в коллежские советники, в 1864 году — в тайные советники[4].
  - Герман Густавович (1826/1827—1903) — тайный советник; Томский губернатор (в 1864—1866),  членом совета Государственного банка.
    - Герман Германович (1868—1963) — депутат III Государственной Думы.

  - Густав (1831—1857) и Рудольф Густавовичи (?—1868) — выпускники (1851) Александровского лицея
  - Оттон Густавович (09.11.1832 — 9.03.1854)
  - Мориц Густавович (1834—1891) — генерал-лейтенант, участник Среднеазиатских походов.

- Доктор медицины Вильгельм (Васильевич) Лерхе (1791—1847)[3], в 1812 году окончил медицинский факультет Дерптского университета, лейб-окулист, действительный статский советник[5][6]; основатель глазной лечебницы в Санкт-Петербурге, которую затем возглавил его старший сын.
  - Вильгельм-Георг фон Лерхе (1817—1863)[7]
  - Эдуард Васильевич Лерхе (1823—1889) — тайный советник; калужский, новгородский губернатор; сенатор.
  - Фёдор Васильевич (1830—1910) — юрист, действительный статский советник[8][9]

## Описание герба
Щит пересечён — полурассечён. В первой, чёрной части, на серебряной горе, золотой жаворонок. Во второй, золотой части, лазоревая о шести лучах звезда. В третьей, серебряной части, выходящая из левого верхнего угла, из лазоревого облака, рука, держащая открытую книгу. Щит увенчан дворянскими шлемом и короною. Нашлемник: золотой жаворонок, между двумя таковыми же буйволовыми рогами. Намёт: справа — чёрный, с золотом, слева — лазоревый, с золотом. Герб Лерхе внесён в Часть 11 Общего гербовника дворянских родов Всероссийской империи (С. 99).

## Другие носители фамилии Лерхе
Также в России служил и стал известен доктор медицины Иван Яковлевич Лерхе (1708—1780) и его сын, лейб-медик и статский советник Казимир-Христоф Лерхе (1749—1825).
Ещё одна ветвь с фамилией Лерхе, представители которой служили в России, происходила от Фридриха-Христиана Лерхе (1750, Копенгаген — 1814, Санкт-Петербург). Его сын, учившийся в Петришуле — Фридрих-Адольф (1798—1859); а внуки:
- Фёдор Фёдорович Лерхе (1828—1899) — член Императорского Сената Финляндии.
- Эдуард Фёдорович Лерхе (1831—1895) — действительный статский советник[10].